# Heligmonevra spreta
Heligmonevra spreta là một loài ruồi trong họ Asilidae. Heligmonevra spreta được Wulp miêu tả năm 1898. Loài này phân bố ở miền Ấn Độ - Mã Lai.